# Rip & Stitch: Tailors
Rip & Stitch: Tailors è un cortometraggio muto del 1919 diretto da Malcolm St. Clair e William Watson. Fu l'esordio nella regia per Watson, un regista canadese che avrebbe avuto una lunga carriera nel cinema, dirigendo fino ai primi anni cinquanta quasi trecento film.

## Produzione
Il film fu prodotto dalla Mack Sennett Comedies.

## Distribuzione
Distribuito dalla Paramount Pictures, il film uscì nelle sale cinematografiche USA il 9 febbraio 1919.